# Poliça
I Poliça sono un gruppo musicale statunitense formatosi nel 2011 e originario di Minneapolis (Minnesota).

## Formazione
- Channy Leaneagh - voce, synth
- Chris Bierden - basso
- Drew Christopherson - batteria
- Ben Ivascu - batteria

## Discografia
- 2012 - Give You the Ghost
- 2013 - Shulamith
- 2014 - Raw Exit (EP)
- 2016 - United Crushers
- 2018 - Music for the Long Emergency (con s t a r g a z e)
- 2020 - When We Stay Alive
- 2022 - Madness